# Netto
Netto is de gemeten hoeveelheid (gewicht, grootte) van iets met de aftrek van dat wat niet nuttig is of niet meer nuttig is.
- het nettogewicht: het feitelijke gewicht, dus zonder de verpakking
- het netto-oppervlak: de feitelijk te gebruiken grootte (bij gebouwen: het nettowoonoppervlak, dus zonder de gang, de wc, schuur enz.; bij bouwland: zonder de ruimte die wordt ingenomen door sloten en teeltvrije zones)
- het nettoloon: dat wat men uitbetaald krijgt, dus met aftrek van ingehouden belastingen en premies (nettoloon wordt ook wel schoon of wit loon genoemd); als het gaat om het extra geld dat een baan in Nederland oplevert moet ook rekening gehouden worden met wijzigingen in toeslagen en in op aanslag te betalen inkomstenbelasting; bij twee banen hangen de netto opbrengsten per baan er vanaf van welke baan de netto opbrengst het eerst wordt berekend (een netto opbrengst hangt af van de uitgangssituatie); iets dergelijks geldt voor de netto opbrengsten van een baan en een vermogen

## Uitlekgewicht
Sommige producten worden bewaard in een vloeistof (water, pekel, azijn of olie), zoals bonen in blik. Het nettogewicht hiervan is dan het product zonder de vloeistof. Men noemt dit wel het uitlekgewicht.